# هوانگ چیو چین
هوانگ چیو-چین (انگلیسی: Huang Chiu-chin؛ متولد ۱۷ اکتبر ۱۹۷۸) یک تکواندوکار تایوانی است.
او در مسابقات قهرمانی تکواندو جهان ۱۹۹۵ در مانیل، پس از شکست یانگ سو هی در بازی نهایی، در کلاس سبک‌وزن، برنده مدال طلا شد.